# Wermutjauche
Wermutjauche ist ein biologisches Schädlingsbekämpfungsmittel gegen Ameisenpopulationen im Garten.
Hergestellt wird sie durch das Vergären von  
- 300 Gramm frischem
- oder 30 Gramm getrocknetem Wermutkraut
- in 10 Litern Wasser.

Die fertige, ökologisch unbedenkliche und bei eigenem Wermutanbau kostenfreie Flüssigkeit wird in die unerwünscht gelegenen Ameisenbehausungen z. B. auf Rasenflächen gegossen. Auf diese Weise lassen sich gegebenenfalls Blattlausprobleme, für welche die Ameisen als „Melkkühe“ haltende Insekten mitverantwortlich sind, klein halten.